# Giorgi Kvilitaia
Giorgi Kvilitaia (Georgisch: გიორგი ქვილითაია) (Abasja (Samegrelo-Zemo Svaneti), 1 oktober 1993) is een Georgisch voetballer die bij voorkeur als aanvaller speelt. Hij verruilde in juni 2021 KAA Gent voor het Cypriotische APOEL Nicosia. In 2016 debuteerde hij in het Georgisch voetbalelftal.

## Clubcarrière
Kvilitaia kwam tussen 2012 en 2016 uit voor het Hongaarse Győri ETO FC en de Georgische clubs Dila Gori en Dinamo Tbilisi. Van 2016 tot 2018 speelde hij voor het Oostenrijkse Rapid Wien. In de zomer van 2018 tekende Kvilitaia een contract tot 2022 bij KAA Gent. Hij debuteerde er in een thuiswedstrijd tegen Lokeren op 26 augustus 2018. Hij verving in de 87ste minuut zijn landgenoot Giorgi Tsjakvetadze en scoorde na 28 seconden met zijn eerste baltoets zijn eerste doelpunt voor Gent, waarmee hij de 2-1 zege vastlegde.
In het seizoen 2020/21 wordt hij door Gent verhuurd aan het Cypriotische Anorthosis Famagusta.

### Spelersstatistieken
| Seizoen         | Club            | Land                | Competitie         | Competitie | Competitie | Beker | Beker | Supercup | Supercup | Internationaal | Internationaal | Totaal | Totaal |
| Seizoen         | Club            | Land                | Competitie         | Wed.       | Dlp.       | Wed.  | Dlp.  | Wed.     | Dlp.     | Wed.           | Dlp.           | Wed.   | Dlp.   |
| --------------- | --------------- | ------------------- | ------------------ | ---------- | ---------- | ----- | ----- | -------- | -------- | -------------- | -------------- | ------ | ------ |
| 2012/13         | Győri ETO FC    | Vlag van Hongarije  | Nemzeti Bajnokság  | 2          | 0          | 0     | 0     | 0        | 0        | 0              | 0              | 2      | 0      |
| 2013/14         | → Dila Gori     | Vlag van Georgië    | Oemaghlesi Liga    | 6          | 3          | 1     | 0     | 0        | 0        | 0              | 0              | 7      | 3      |
| 2014/15         | Győri ETO FC    | Vlag van Hongarije  | Nemzeti Bajnokság  | 11         | 1          | 1     | 0     | 0        | 0        | 0              | 0              | 12     | 1      |
| 2015/16         | Dinamo Tbilisi  | Vlag van Georgië    | Oemaghlesi Liga    | 29         | 24         | 7     | 5     | 0        | 0        | 2              | 0              | 38     | 29     |
| 2016/17         | Dinamo Tbilisi  | Vlag van Georgië    | Oemaghlesi Liga    | 0          | 0          | 0     | 0     | 0        | 0        | 2              | 1              | 2      | 1      |
| 2016/17         | Rapid Wien      | Vlag van Oostenrijk | Bundesliga         | 26         | 7          | 4     | 1     | 0        | 0        | 5              | 1              | 35     | 9      |
| 2017/18         | Rapid Wien      | Vlag van Oostenrijk | Bundesliga         | 29         | 10         | 3     | 3     | 0        | 0        | 0              | 0              | 32     | 13     |
| 2018/19         | KAA Gent        | Vlag van België     | Jupiler Pro League | 11         | 4          | 1     | 0     | 0        | 0        | 1              | 0              | 13     | 4      |
| 2019/20         | KAA Gent        | Vlag van België     | Jupiler Pro League | 23         | 1          | 2     | 2     | 0        | 0        | 8              | 0              | 33     | 3      |
| 2020/21         | → Famagusta     | Vlag van Cyprus     | A Divizion         | 25         | 13         | 2     | 0     | 0        | 0        | 1              | 1              | 28     | 14     |
| Carrière totaal | Carrière totaal | Carrière totaal     | Carrière totaal    | 162        | 63         | 21    | 11    | 0        | 0        | 19             | 3              | 201    | 77     |

Bijgewerkt t.e.m. 2 november 2020.

## Interlandcarrière
Als jeugdspeler kwam Kvilitaia vier keer uit voor het Georgische nationale jeugdelftal bij de U21. Op 27 mei 2016 debuteerde hij bij de nationale ploeg van Georgië in een oefenpartij tegen Slowakije. Kvilitaia werd op 22 mei 2024 door bondscoach Willy Sagnol opgenomen in de Georgische selectie voor het EK 2024 in Duitsland. Georgië eindigde bij zijn eerste deelname als derde in een groep met Turkije, Tsjechië en Portugal, waarna het in de achtste finales met 4–1 verloor van Spanje. Kvilitaia kwam op het toernooi als invaller in actie tegen Tsjechië.